# 民都洛島戰役
民都洛島戰役，是美軍與日軍於1944年12月13日至12月16日在菲律賓群島北面之民都洛島爆發之戰事，美軍希望在此島建立一個基地以支援進攻呂宋島的仁牙因灣戰役。

## 背景
在支援進攻呂宋島，道格拉斯·麥克阿瑟上將需要一個比雷伊泰島更接近北部島嶼的地方，民都洛島是基於這個策略之下的最合邏輯選擇，該島距離呂宋島南部大約相等於紐澤西州南北距離之一半，島上多山，只在海岸有少許平原，幾乎每天下雨及濕度很高，島上日本守軍數量很少。
由於在雷伊泰島上建築的簡易機場狀況不佳，美軍希望奪取民都洛島的機場以支援進攻呂宋島的軍事行動，本來在該島北面之灘頭登陸最為理想，但會受到在呂宋島南部的日軍航空部隊騷擾，因此在美軍選擇在西南面接近曼加林灣的聖何塞作為登陸地點，這裹是民都洛島最理想之深水港。
由沃爾特·克魯格中將指揮的美國第6軍團奉命進攻民都洛島，他把此任務交給由羅斯科·B·伍德拉夫少將指揮的美軍第24步兵師，由其中的第19步兵團及獨立第503傘兵團執行此項任務。
主要之戰事發生在護航艦隊及支援艦隻遭受神風特攻隊之自殺飛機攻擊，自從雷伊泰灣海戰的最後階段以來，日軍不斷以神風特攻戰術反擊，在1944年12月，日軍改善了此戰術。
1944年12月13日，登陸日前2天，神風特攻隊襲擊了入侵之美軍艦隊，輕巡洋艦納什維爾號被擊中，130人陣亡，190人受傷，登陸艦隊指揮官威廉·C·鄧普爾海軍中將亦受傷，另外自殺飛機亦擊沉2艘戰車登陸艦及擊傷數艘其他艦隻。
之前，美軍在12月初轟炸附近島嶼上機場，它們報告在空中及地面上擊毀超過700架日軍飛機，但仍然未能阻止神風特攻隊之攻擊。

## 戰役過程
12月15日，進攻行動正式展開，天氣晴朗令美軍海空力量包括6艘護航航空母艦、3艘戰列艦、6艘巡洋艦及其他支援艦隻可以出動對抗守軍之微弱抵抗，由於在雷伊泰灣的登陸艦艇不足，獨立第503傘兵團在曼加林灣實行空降以與登陸部隊會合，驅逐艦為登陸部隊提供砲火支援及防止日軍空襲，2艘戰車登陸艦被自殺飛機擊中，1艘沉沒，另1艘被擊傷。
在一次救援行動中，美軍驅逐艦莫爾號在艦長獲嘉·M·科士打指揮下前往著火的路易斯·戴奇號（已裝滿燃料及彈藥）救援全體船員，突然在路易斯·戴奇號甲板上發生數次爆炸令莫爾號受到嚴重破壞，在船身被炸開4個大洞，莫爾號上有1人死亡、13人受傷，但莫爾號仍然接收路易斯·戴奇號上的88名船員。
1,000名日本守軍，連同200名先前在增援雷伊泰島時因運輸船遭擊沉而被救起之日軍快速撤入山區，其中300名日軍曾突襲島上北面之警戒站同獨立第503傘兵團激戰，但美軍仍然在48小時內佔領全島。

## 總結
日軍共有200人陣亡，375人受傷，第24步兵師損失18人，81人受傷，第一天結束時，美軍工兵已修建機場準備進攻呂宋島，13天內已有2個機場完工，同時，這些機場令美軍飛機在進攻呂宋島灘頭時提供更緊密的空中支援、襲擊神風特攻隊基地及來往呂宋島及台灣之間的船隻。